# 九龙江杆菌属
九龙江杆菌属（学名：Jiulongibacter）是螺状菌科下的一个属。

## 下属物种
本属包括以下物种：
- 沉积物九龙江杆菌 Jiulongibacter sediminis Liu et al., 2016，分离自福建九龙河沉积物。[2]